# ليدي فيكتوريا
ليدي فيكتوريا (بالإنجليزية: Lady Victoria)‏ هي مصارعة محترفة أمريكية، ولدت في 15 سبتمبر 1972 في بارستاو في الولايات المتحدة.

## روابط خارجية
- ليدي فيكتوريا على موقع CageMatch worker (الإنجليزية)